# 瑙赫卡·丰泰因
瑙赫卡·丰泰因（荷蘭語：Nouchka Fontijn，1987年11月9日—），荷兰女子拳击运动员，2015年欧洲运动会女子75公斤级金牌得主、2016年夏季奥林匹克运动会女子75公斤级银牌得主、2019年欧洲运动会女子75公斤级银牌得主、2020年夏季奥林匹克运动会女子75公斤级铜牌得主。